# Giesecke+Devrient

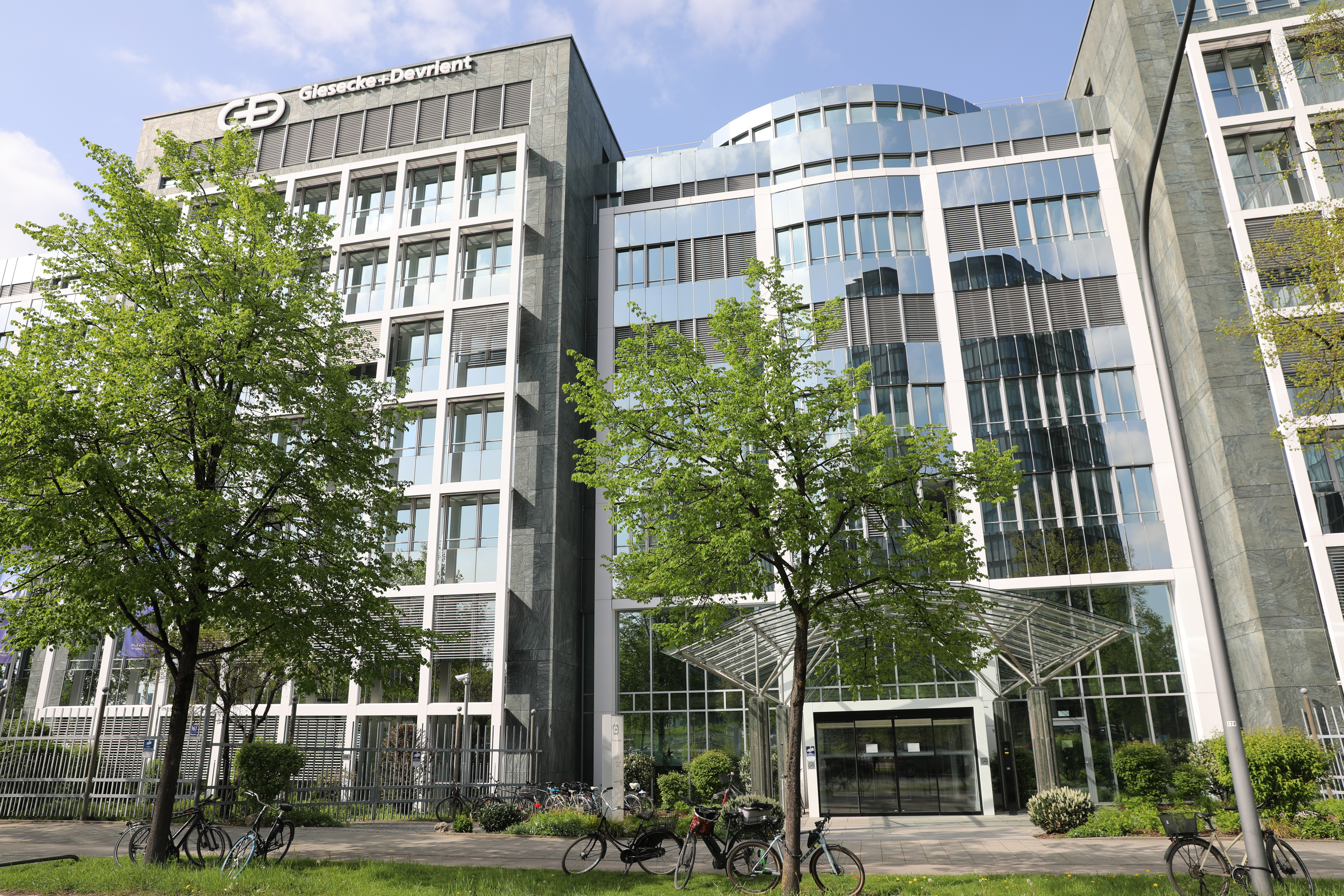
Haupteingang G+D an der Prinzregentenstraße in München

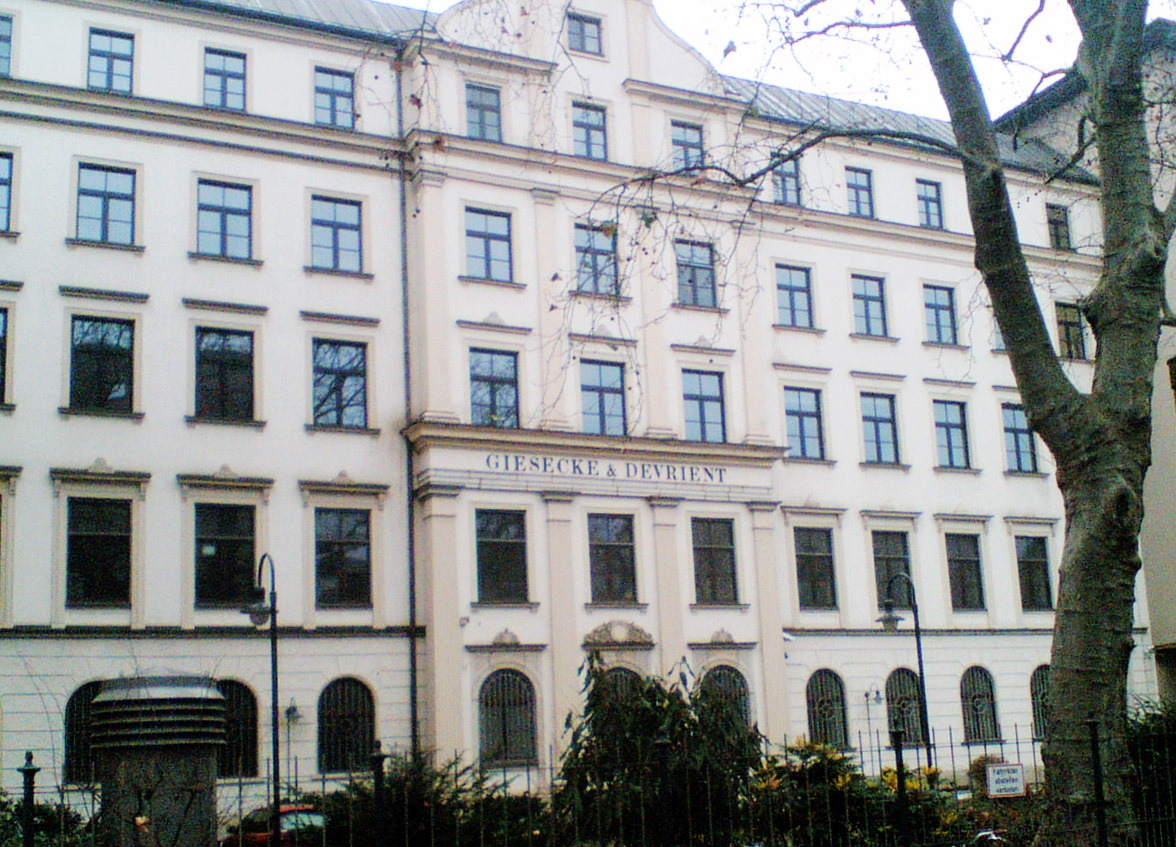
Unternehmenssitz in Leipzig

Die Giesecke+Devrient GmbH (kurz: G+D) ist ein Unternehmen für Lösungen im Bereich Bargeld und Währungen sowie für Netzwerksicherheit mit Sitz in München.
Das Unternehmen entwickelte sich vom Hersteller von Banknoten (inkl. Substrate, Sicherheitsmerkmale und Bearbeitungsmaschinen), Wertpapieren, Ausweisen (Personalausweise und Reisepässe) und Chipkarten zu einem Anbieter von Sicherheitstechnologien in den Bereichen Bezahlen, Identitäten, Konnektivität und Digitale Infrastrukturen.
Das Unternehmen ist in 40 Ländern vertreten und produziert Geldscheine für 145 Zentralbanken.

## Geschichte

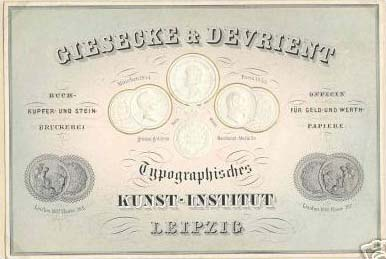
Werbeanzeige um 1860

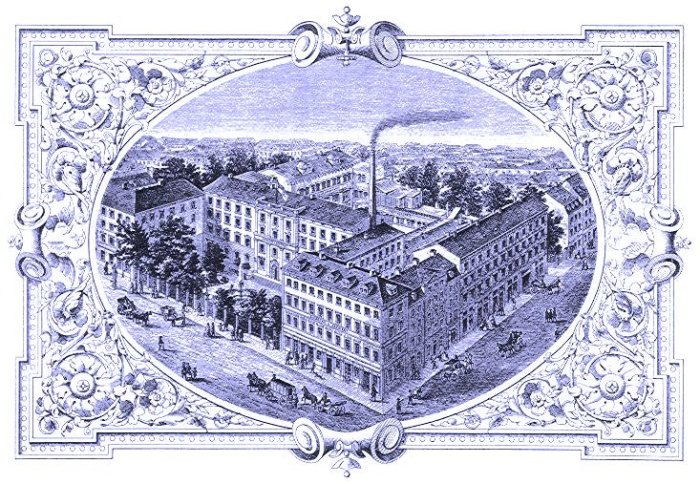
Unternehmenssitz in Leipzig

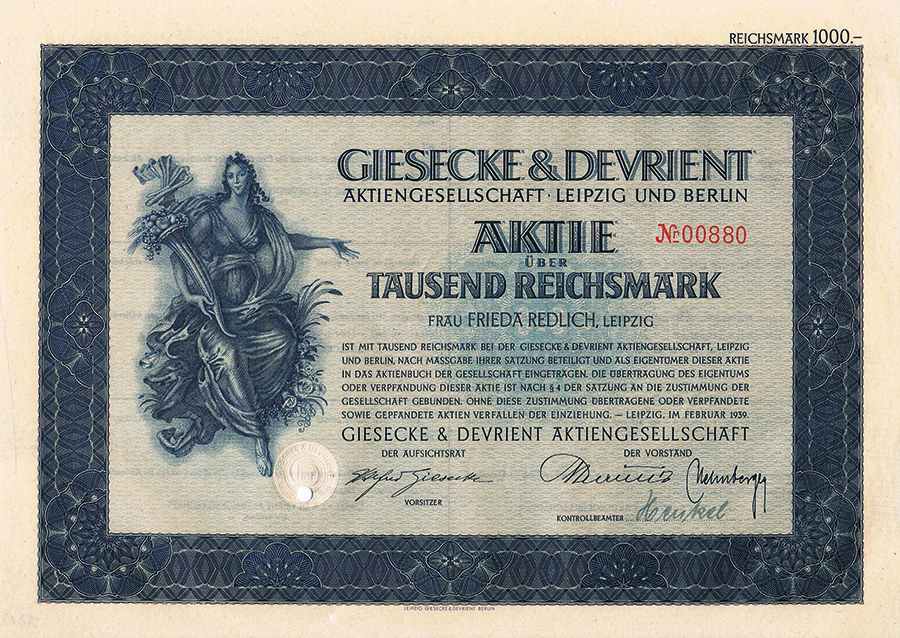
Aktie der Giesecke & Devrient AG, Nennwert 1000 Reichsmark, 1939

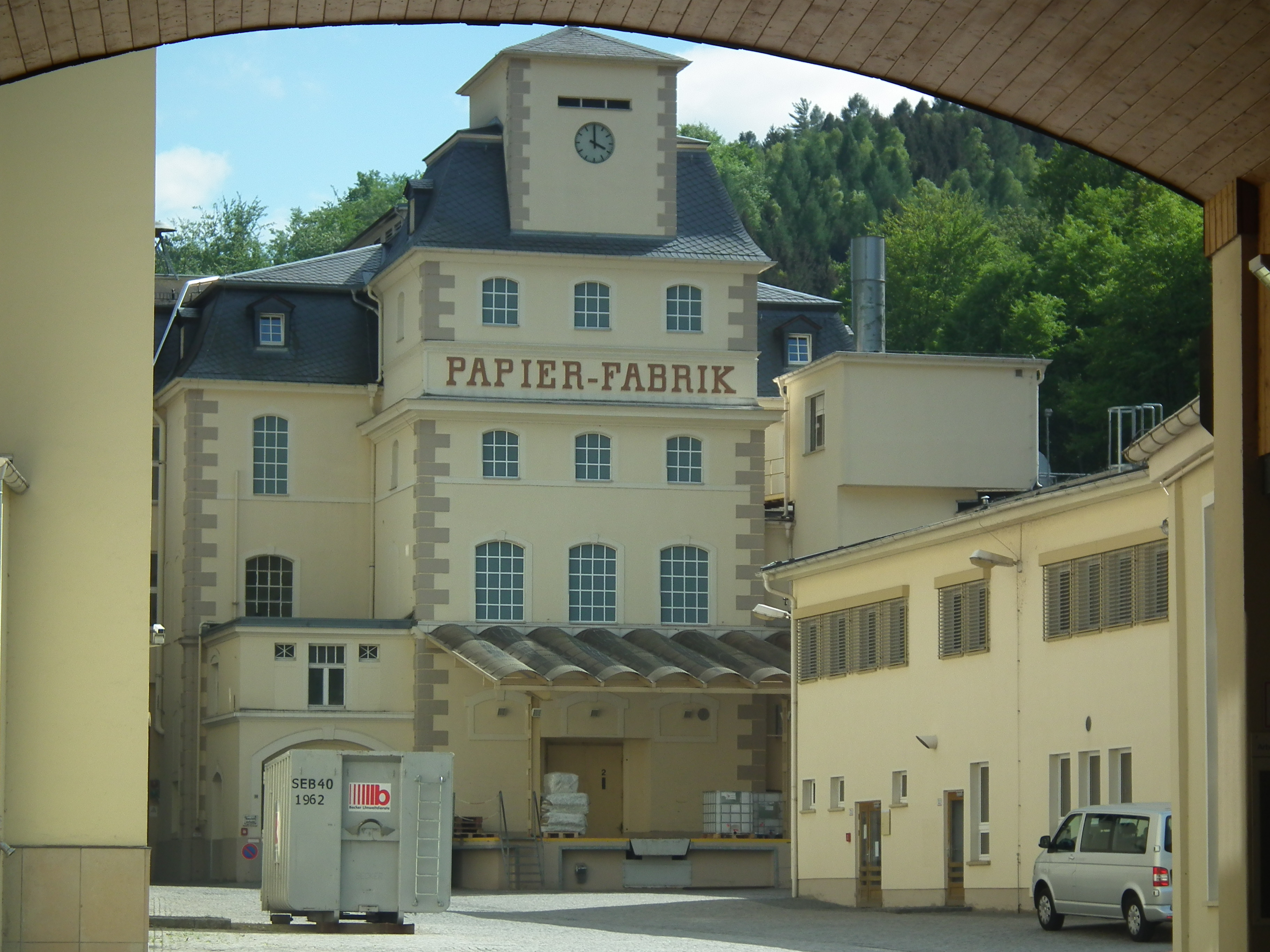
Papierfabrik Louisenthal, Werk Königstein

### Gründung
Das Unternehmen wurde am 1. Juni 1852 von Hermann Giesecke (1831–1900) und Alphonse Devrient (1821–1878) in Leipzig als Typografisches Kunst-Institut Giesecke & Devrient gegründet. Schnell entwickelte sich der Banknoten- und Wertpapierdruck zu einem erfolgreichen Geschäftsfeld und wurde bestimmend für das junge Unternehmen. Bereits 1858 zog die Druckerei mit einer eigenen Schriftgießerei in neu erbaute Geschäftsräume im Gebäude Bosenstraße 1b (heute: Nürnberger Straße 12) in Leipzig.
Bereits zwei Jahre nach der Gründung druckte G+D seine erste Banknote: Die 10-Taler-Note für die Weimarische Bank. Weitere Aufträge folgten; von den zahlreichen privaten und staatlichen Notenbanken in Deutschland in der Zeit von 1850 bis zur Reichsgründung zählten mehr als zwei Drittel zu den Kunden von G+D. Seit Mitte der 1860er Jahre stand G+D mit Schweizer Privatbanken in Geschäftsverbindung. Die erste war die Bank in Graubünden, für die G+D 1865 eine 100-Franken-Note druckte. Es folgten weitere neun Privatbanken, die für die Ausweitung des Geschäfts ins europäische Ausland stehen. 1873 richtete sich der Blick der Leipziger Drucker erstmals über die Grenzen Europas hinaus. In diesem Jahr wurde ein Druckauftrag für den Banco de Piura in Peru erledigt. Das Leipziger Unternehmen etablierte sich im internationalen Banknotendruck, es folgten Druckaufträge aus Siam und dem Osmanischen Reich. Mitten in der Inflation 1922/1923 zählte Giesecke+Devrient zu den privaten Druckereien, die für die Reichsbank produzierten.
Am Ende der Inflation war G+D ab November 1923 maßgeblich am Druck der Rentenmark beteiligt.:XIV Die Produktionsanlagen wurden 1943 durch einen alliierten Bombenangriff schwer beschädigt, und die Produktion wurde ausgelagert. Das Unternehmen wurde 1948 durch die SMAD enteignet und die Druckerei im Weiteren in einen Volkseigenen Betrieb (VEB) umgewandelt.

### Wiederaufbau
Nach der Enteignung in Leipzig und dem Tod von Ludwig Devrient sen. (1894–1948) verlegte Siegfried Otto 1948 den Sitz des Unternehmens nach München und baute es neu auf.:74,161 Vom ersten Standort auf dem Flughafengelände in Riem zog G+D zwischen 1953 und 1959 in Neubauten am Vogelweideplatz in Steinhausen.
Bereits 1958 richtete Siegfried Otto das Unternehmen durch die Gründung einer Tochtergesellschaft in Mexiko international aus. Ab 1958 wurde G+D mit der Lieferung der halben Jahresmenge der DM-Banknoten für die Deutsche Bundesbank beauftragt. Die andere Hälfte lieferte die staatseigene Bundesdruckerei in West-Berlin. Eine strategische Entscheidung war 1964 der Erwerb der Papierfabrik Louisenthal, die es G+D ermöglichte, eigenes Banknoten- und Sicherheitspapier herzustellen.:107 ff. Dieses Tochterunternehmen wurde seitdem zum führenden Hersteller von Banknoten- und Sicherheitssubstrat sowie Sicherheitsfolien mit Produktionsstätten in Gmund am Tegernsee und im Königsteiner Ortsteil Hütten in der Sächsischen Schweiz. Siegfried Otto gründete 1970 die Gesellschaft für Automation und Organisation mbH (GAO), in der über 30 Jahre lang die Forschungs- und Entwicklungsaktivitäten von G+D gebündelt wurden. Die Modernisierung und Automatisierung der Banknotenbearbeitung und des Zahlungsverkehrs waren der Forschungsschwerpunkt der GAO.

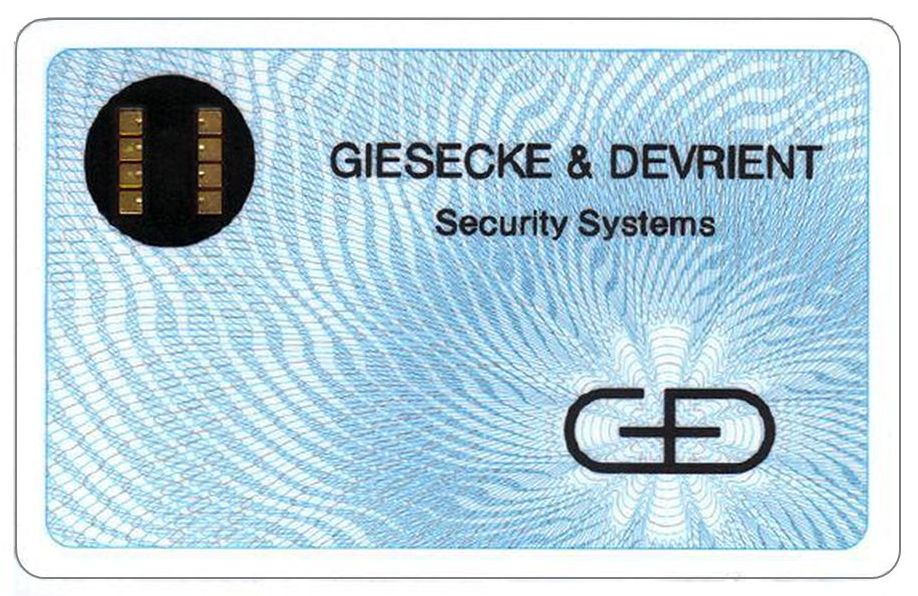
Erste von Giesecke & Devrient hergestellte Chipkarte, 1979

1968 war G+D an der Entwicklung des eurocheques und der eurocheque-Karte beteiligt, was den Grundstein für bargeldlosen Zahlungsverkehr in Europa legte.:18 ff. Unter dem 1970 ernannten GAO-Geschäftsführer Helmut Gröttrup, der bereits im Februar 1967 in Deutschland die grundlegenden Prinzipien der Chipkarte zum Patent angemeldet hatte, wurde die Chipkartentechnologie wegweisend weiterentwickelt.:121 ff. 1986 wurden die ersten Chipkarten für den Einsatz als Telefonkarten im Auftrag der Deutschen Bundespost hergestellt.:98 1989 brachte der Konzern das „SIM Plug in“ auf den Markt, das sich in den darauffolgenden Jahren zum weltweiten Standard für SIM-Karten durchsetzen sollte.:168

### Expansion
Mit der 1964 erfolgten Übernahme und dem anschließenden Ausbau der Papierfabrik Louisenthal wurde G+D zu einem der führenden Hersteller von Banknoten- und Sicherheitspapier, mit Produktionsstätten in Gmund am Tegernsee und seit 1991 auch im vorherigen DDR-Werk in Königstein (Sächsische Schweiz).

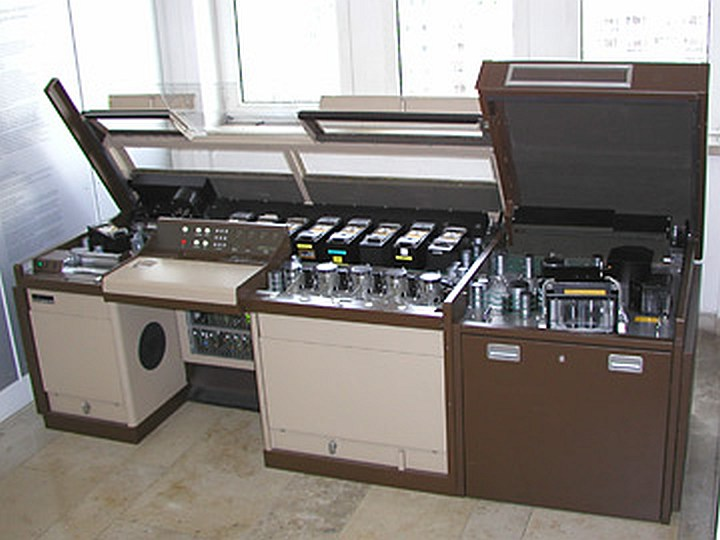
Banknotenbearbeitungssystem ISS 300PS (1986), seit 2006 ausgestellt im Deutschen Museum

1975 lieferte G+D die erste automationsfähige Banknote aus, deren Echtheit durch maschinenlesbare Merkmale überprüft werden konnte.:204 In den folgenden Jahren wurden Maschinen zur Sortierung von umlaufenden Banknoten nach Echtheit und Zustand (Umlauffähigkeit) entwickelt. Damit entwickelte sich G+D bereits in den 1980er Jahren zum Weltmarktführer für die Ausstattung von Zentralbanken. Seitdem baute G+D sein Angebot weiter aus, sodass fast jeder Prozessschritt sowohl im Cash Center als auch im Cash Cycle mit Systemen und Software von G+D bedient werden kann. Vom Banknoteninspektionssystem in der Banknotendruckerei über Banknotenbearbeitungssysteme in jeder Leistungsklasse für Werttransportunternehmen, Zentral- und Geschäftsbanken sowie Casinos, bis zu Banknotenvernichtungsanlagen für Zentralbanken.
Ab 1990 wurde das Angebot im Bereich Chipkarten ausgebaut. So entstand die erste Krankenversichertenkarte (1993):140, die erste multifunktionale eurocheque-Karte mit Funktion einer elektronischen Geldbörse in Österreich (1995):150 und die weltweit erste SIM-basierte Mobile Banking-Anwendung (1998).:175 Mitte der 1990er Jahre hatte sich G+D als führender Lieferant von Chip-Layouts, Karten und Terminals für die in Deutschland eingeführte GeldKarte etabliert. Wenig später wurde das neue Unternehmenssegment Sicherheitssysteme gegründet, das seinen Schwerpunkt auf Informations- und Netzwerksicherheit legte. Nach der deutschen Wiedervereinigung erwarb G+D 1991 das ehemalige Stammhaus in Leipzig zurück und gliederte es als Standort für den Wertpapier- und Banknotendruck in den aus München geführten Konzern ein. Im selben Jahr lieferte das Unternehmen die erste SIM-Karte aus.
Seit 1994 gründete G+D zusammen mit lokalen chinesischen Partnern Joint Ventures in Huangshi, Nanchang, Shenzhen, Wuhan und Taipei. Später kamen auch eigene Tochtergesellschaften in Peking, Shanghai und Hongkong hinzu. Die Aktivitäten in China umfassen Forschung und Entwicklung, Produktion und Vertrieb des G+D Portfolios für Kunden aus den Bereichen Banken, Telekommunikation und Zentralbanken. Die G+D Präsenz in China ist mit über 1500 Mitarbeitern ein bedeutender Teil des globalen Geschäfts.
Das Unternehmen war 1998 Mitgründer der Stiftung Bayerische EliteAkademie.
Seit 1999 druckt G+D (neben der Bundesdruckerei und anderen Sicherheitsdruckereien) für die Europäische Zentralbank. Die von G+D gedruckten Eurobanknoten der ersten Serie (ES1) tragen die Druckereikennung P im Plattencode. Eurobanknoten der Europaserie (ES2) mit einem X am Anfang der Seriennummer wurden bis 2015 bei G+D in München gedruckt, solche mit einem W werden bei G+D in Leipzig gedruckt.
Im Jahr 2001 wurde die Tochtergesellschaft Giesecke+Devrient India Pvt. Ltd. in Mumbai gegründet. 2004 wurde der Unternehmenssitz nach Gurgaon (heute Gurugram) in die Nähe von Delhi verlegt. 2005 kam in Indien ein Entwicklungszentrum in Pune und 2012 ein Karten-Personalisierungszentrum in Chennai sowie ein weiterer Entwicklungsstandort in Gurgaon (heute Gurugram) hinzu, damit beschäftigte das Unternehmen in Indien 2014 über 800 Mitarbeiter. 2002 war G+D für Entwicklung, Design und Druck der neuen Banknotenserie für Afghanistan verantwortlich. In den folgenden Jahren entwickelte das Unternehmen vor allem Visa-Personalisierungssysteme, beispielsweise für Kasachstan, Serbien und Italien. Dem folgte die Herstellung von elektronischen Gesundheitskarten, beispielsweise für Taiwan. 2003 wurde eine Banknotendruckerei in Malaysia nahe Kuala Lumpur eröffnet. 2004 war G+D an der Herstellung der neuen deutschen Ausweisdokumente mit Speicherung biometrischer Daten auf einem Chip beteiligt. Zudem ist das Unternehmen am Projekt elektronische Gesundheitskarte (eGK) beteiligt.
2004 erwarb G+D den IT-Sicherheitsdienstleister secunet (secunet Security Networks AG) und hielt zunächst 47 % der Anteile. 2009 erhöhte das Unternehmen seine Beteiligung auf 79 %.
Bis Juli 2008 lieferte G+D das Papier für den Druck der Banknoten des Simbabwe-Dollar. Die Lieferung wurde schließlich wegen des international wachsenden öffentlichen Drucks und der Kontroverse um die rechtliche und moralische Erlaubnis der Lieferungen eingestellt. Während die USA bereits 2001 Sanktionen gegen Simbabwe verhängt hatten, existierten in der Europäischen Union lediglich Sanktionen gegen einzelne Vertreter des Regimes von Robert Mugabe.
2012 brachte G+D ihre erste eSIM auf den Markt; eine digitale Version der herkömmlichen SIM-Karte, die fest im Gerät verbaut ist und keine physische Karte erfordert. Genutzt werden diese unter anderem in Smartphones, Uhren und Autos.
Im Jahr 2013 wurde in Malaysia eine zweite Drucklinie eröffnet und damit die Kapazität der dortigen Banknotendruckerei verdoppelt. G+D produziert dort Banknoten für den heimischen Bedarf und den Weltmarkt.

### Ausbau der Geschäftsaktivitäten und Umstrukturierung
Im Januar 2015 nahm Veridos, ein Joint Venture von Giesecke+Devrient (Anteil: 60 %) und der Bundesdruckerei (Anteil 40 %) seine Tätigkeit auf. Mit Hauptsitz in Berlin ist Veridos zuständig für das internationale Geschäft im Bereich sichere Identifikationsprodukte für Regierungen, wie ID-Dokumente und Pass- und Grenzkontrollsysteme.
Im Jahr 2015 folgte die Schließung der Banknotendruckerei in München mit einer gleichzeitigen Erhöhung der Druckkapazitäten in Leipzig. Zusätzlich wurde das Werk für Chipkartenpersonalisierung nach Neustadt bei Coburg verlagert.
Die Giesecke+Devrient Ventures GmbH, die in Start-ups investiert, trat im Dezember 2017 der Identifikationsplattform Verimi bei. Verimi bietet ein Portal zum Schutz digitaler Identitäten und persönlicher Daten an. Seit Januar 2018 hält die G+D Ventures GmbH einen Anteil von 10 % an Verimi. Mitgesellschafter sind die Allianz SE, Axel Springer SE, Bundesdruckerei, Core, Daimler, Deutsche Bank, Postbank, Deutsche Telekom, Here Technologies und die Deutsche Lufthansa.
Zur selben Zeit durchlief das Unternehmen eine Umstrukturierung und wurde zur Holding umgebaut, während die Geschäftsaktivitäten auf vier Gesellschaften verteilt wurden. Im April 2018 änderte sich die Schreibweise der Firma geringfügig von Giesecke & Devrient (G&D) in Giesecke+Devrient (G+D) mit einer Aufspaltung in die Unternehmensteile G+D Currency Technology (mit Papierfabrik Louisenthal), secunet, Veridos und G+D Mobile Security. Im selben Jahr nahm G+D ein Schuldscheindarlehen in Höhe von 200 Millionen Euro auf.
Im Juli 2018 erhielt das Unternehmen einen Auftrag für die Herstellung von elektronischen Reisepässen für die Einwohner Bangladeschs. Innerhalb von zehn Jahren sollen 160 Millionen Reisepässe bereitgestellt werden. Der Auftrag beläuft sich auf 340 Millionen Euro und ist eines der größten Projekte von G+D. Im Bereich biometrischer Identitätsschutz, wie beispielsweise Gesichts-Anonymisierung, beteiligte sich G+D Ventures 2019 mit 4,85 % an der Berliner Brighter AI Technologies GmbH.
2019 wurde entschieden, einen Teil der Unternehmenszentrale am Vogelweideplatz in München-Steinhausen anders zu nutzen. 2020 wurde der zwischen 1953 und 1959 erstellte Altbau auf dem G+D-Gelände abgerissen. 2024 sollte der Neubau bezugsfertig sein und als „Der Bogen“ Platz für Einzelhandel, Gastronomie und Büros bieten.
2020 erwarb G+D Beteiligungen an dem Krypto-Assetunternehmen Metaco sowie 30 % an dem Schweizer Softwareunternehmen Netcetera, die im Januar 2024 auf 95 % erhöht wurden, um das Wachstum bei digitalen Bezahlsystemen zu beschleunigen. Außerdem entwickelt G+D eine digitale Zentralbankwährung namens Filia. Hierbei handelt es sich um digitales Bargeld, das für Offline-Zahlungen über Smartphones und Smartcards genutzt werden kann, ohne dafür ein Bankkonto oder eine Netzwerkverbindung zu benötigen. Bei der Bezahlung über Filia werden keine privaten Daten offengelegt und es fallen keine Gebühren an.

### Aussetzung des Geschäfts mit Myanmar
Ende März 2021 teilte G+D mit, dass es Myanmar kein Material zur Herstellung von Banknoten mehr liefern werde. Bis dahin hatte das Unternehmen Roh-, Hilfs- und Betriebsstoffe für die Herstellung der Banknoten in der myanmarischen Währung Kyat geliefert. Nach sorgfältiger Prüfung habe man entschieden, das Geschäft mit der Staatsdruckerei des Landes auszusetzen. Grund sei das gewaltsame Vorgehen der Sicherheitskräfte gegen die Opposition in dem südostasiatischen Land, sagte Vorstandschef Ralf Wintergerst laut Spiegel Online. Der Entscheidung seien Gespräche mit den Vereinten Nationen, deutschen Behörden sowie diplomatischen Einrichtungen vorausgegangen, um vertragliche Verpflichtungen nicht ohne weiteres zu brechen.

### Neue Entwicklungen
2021 übernahm G+D die in Großbritannien ansässige Pod Group, ein Unternehmen für skalierbare Konnektivitätssysteme im Internet der Dinge, und investierte zudem in das Start-up-Unternehmen FNA. 2021 startete G+D erste Pilotprojekte im Bereich CBDC, unter anderem mit der Bank of Ghana und der Bank of Thailand. Ein Jahr später übernahm G+D die Geschäftsbereiche Bezahlen und Identitäten von Valid USA mit drei Produktionsstätten in Illinois und Indiana, in denen insgesamt mehr als 400 Mitarbeiter beschäftigt sind.
2023 übernahm G+D das Münchner Unternehmen Mecomo AG. Durch den Erwerb von Mecomo sollen die Bereiche der IoT-Anwendungen ausgeweitet werden. Mecomo ist ansässig in Unterschleißheim mit ca. 60 Mitarbeitern. Im selben Jahr wurde die 100 Millionste eSIM von G+D aktiviert.

## Unternehmensstruktur
Die Giesecke+Devrient GmbH ist das Mutterunternehmen der G+D Gruppe und hat ihren Sitz in München. Stand 2024 verfügt G+D über 123 Tochtergesellschaften, davon zehn in Deutschland.
Die Unternehmensgruppe setzt sich zusammen aus secunet, G+D Ventures, G+D Currency Technology, G+D ePayments, G+D Mobile Security, Veridos und Netcetera. G+D ist Hauptaktionär der Secunet Security Networks Aktiengesellschaft mit Hauptsitz in Essen. Mit Stand 2021 werden 75,11 % der Aktienanteile gehalten. Die Unternehmenstochter bietet Produkte und Dienstleistungen im Bereich IT-Sicherheit an und ist IT-Sicherheitspartner der Bundesrepublik Deutschland. Zu den Hauptkunden gehören die Bundeswehr, das Auswärtige Amt, das Außenministerium Österreichs, verschiedene nationale und internationale Sicherheitsbehörden sowie zivile Großunternehmen wie Lufthansa, Novartis, Bechtle und Beiersdorf. Die G+D Ventures investiert seit 2018 in Start-ups im Bereich TrustTech, die Technologien zur Stärkung des Vertrauens in digitale Prozesse entwickeln. Sie bieten sowohl finanzielle Unterstützung als auch Zugang zum Netzwerk der G+D Gruppe. Veridos ist ein Berliner Unternehmen aus dem Bereich der Identitätstechnologien und entwickelt physische und digitale Ausweisdokumente sowie Anwendungen für Identitätsmanagement und Verifizierung von Identitäten. Netcetera ist ein IT-Dienstleister, der Softwareanwendungen und digitale Dienstleistungen anbietet. Das Unternehmen ist hauptsächlich in den Bereichen Banking, Mobilität und Gesundheit tätig.
Mit seinen Produkten gehört das Unternehmen zu den weltweiten Markt- und Technologieführern.
Archivgut des Unternehmens befindet sich im Sächsischen Staatsarchiv (Staatsarchiv Leipzig) und bildet dort den Bestand 21061.

### Gesellschafter
Die Anteile der Giesecke+Devrient GmbH befinden sich im Familienbesitz. Als Siegfried Otto am 17. August 1997 starb, erbten seine zwei Töchter Verena von Mitschke-Collande (* 1949) und Claudia Miller das Unternehmen zu gleichen Teilen. Claudia Miller, die seit langem in den USA lebt, verkaufte ihre Anteile 2006 an ihre Schwester. Verenas Ehemann Hans-Christoph von Mitschke-Collande (* 1940) war bis 2005 Arbeitsdirektor des Unternehmens. Seit 2012 sind ihre vier Kinder (Celia, Gabriel, Marian, Sylvius) zu gleich hohen Anteilen am Unternehmen beteiligt. Wie hoch deren Anteile insgesamt sind, blieb unerwähnt. Verena von Mitschke-Collande war bis Anfang April 2024 im Aufsichtsrat und im Beirat aktiv und wurde dann durch ihren Sohn Marian abgelöst.

### Standorte
Stand Oktober 2024 ist das Unternehmen mit 123 Tochtergesellschaften und Gemeinschaftsunternehmen in 40 Ländern in Nord- und Südamerika, Europa, Afrika, Asien und Australien vertreten.

## Geschäftsbereiche
Das Unternehmen bietet Produkte und Anwendungen für Sicherheitstechnologie (SecurityTech) in drei Geschäftsbereichen.

### Digitale Sicherheit
Der Geschäftsbereich Digitale Sicherheit (Digital Security) umfasst Anwendungen in den Bereichen Konnektivität und Internet der Dinge, Identitätstechnologie und digitale Infrastrukturen und schützt bzw. verwaltet vertrauliche Systeme, Netzwerke, Daten und Identitäten. Dazu zählen Technologien wie SIM-, eSIM- und iSIM-Karten, Identitätsdokumente und -management sowie Cybersicherheit für verschiedene Kunden, darunter Regierungen, Behörden, Gesundheitswesen und Industrie. Zur Sicherheitstechnologie (SecurityTech) von G+D gehören Anwendungen für Identitätsschutz sowie den Schutz sensibler Daten mit Technologien zur Verifizierung und Authentifizierung. Beispielsweise verschlüsselt G+D Regierungsdokumente und entwickelt biometrische Grenzkontrollsysteme für Flughäfen. G+D stellt für Smartphonehersteller wie Apple oder Samsung die eSIM sowie die damit verbundenen Managementsysteme bereit.

### Finanzplattformen
Im Geschäftsbereich Finanzplattformen (Financial Platforms) sind integrierte Anwendungen für Bezahlen und Banking zusammengefasst. Das Angebot umfasst alle Schritte des Finanzdienstleistungsprozesses – von Anmeldung und Authentifizierung über Kartenausgabe bis hin zu digitalem Banking und Check-out im elektronischen Handel. Zusätzlich unterstützt G+D Banken bei der Erfüllung von ESG-Anforderungen.

### Währungstechnologie
Der Geschäftsbereich Währungstechnologie (Currency Technology) umfasst Anwendungen für den gesamten Bargeldkreislauf, sowohl physisch als auch digital. Dazu zählen fälschungssichere Banknotendesigns, hochsichere Banknotenproduktion und -bearbeitung sowie digitale Währungsangebote wie digitales Zentralbankgeld. Weiterhin unterstützt G+D Zentralbanken dabei, effiziente Cash-Cycle-Anwendungen und Zahlungstechnologien für physische und digitale Währung zu entwickeln.

## Wirtschaftliche Kennzahlen
Die nachfolgenden Finanzkennzahlen beziehen sich auf den Konzernabschluss nach IFRS bzw. § 317 HGB und wurden in den Geschäftsberichten des Unternehmens veröffentlicht.
| Jahr | Umsatzerlöse in Mio. Euro | Bruttoergebnis in Mio. Euro | Nettoergebnis in Mio. Euro | Mitarbeiter Ausland | Mitarbeiter Deutschland |
| ---- | ------------------------- | --------------------------- | -------------------------- | ------------------- | ----------------------- |
| 1999 | 0902                      | 325                         | 040,0                      | 1833                | 3310                    |
| 2002 | 1088                      | 358                         | 023,5                      | 2819                | 3606                    |
| 2004 | 1157                      | 359                         | 038,4                      | 3852                | 3485                    |
| 2006 | 1297                      | 388                         | 081,1                      | 4947                | 3348                    |
| 2008 | 1689                      | 528                         | 111,0                      | 6102                | 3747                    |
| 2009 | 1684                      | 503                         | 104,5                      | 6230                | 3892                    |
| 2010 | 1688                      | 564                         | 080,5                      | 6493                | 3920                    |
| 2011 | 1635                      | 521                         | 052,4                      | 6613                | 3941                    |
| 2012 | 1789                      | 530                         | 039,0                      | 7125                | 4088                    |
| 2013 | 1754                      | 505                         | 002,6                      | 7516                | 4144                    |
| 2014 | 1833                      | 461                         | 073,3                      | 7286                | 4167                    |
| 2015 | 2011                      | 538                         | 054,5                      | 7432                | 3947                    |
| 2016 | 2089                      | 589                         | 052,5                      | 7453                | 3847                    |
| 2017 | 2136                      | 619                         | 067,0                      | 7613                | 3987                    |
| 2018 | 2246                      | 613                         | 050,2                      | 7247                | 4142                    |
| 2019 | 2447                      | 653                         | 080,4                      | 7281                | 4229                    |
| 2020 | 2313                      | 654                         | 042,9                      | 7137                | 4345                    |
| 2021 | 2377                      | 684                         | 085,2                      | 7366                | 4402                    |
| 2022 | 2527                      | 168                         | 80,6                       | 7969                | 4635                    |
| 2023 | 2973                      | 176                         | 92,1                       | 9329                | 4874                    |
| 2024 | 3132                      | 187                         | 88,3                       | 9520                | 4915                    |

## G+D-Stiftung
Im Jahr 2010 gründete die Gesellschafterin Verena von Mitschke-Collande die G+D Stiftung zur Förderung von Institutionen und Entwicklung von Projekten mit den Schwerpunkten Kunst, Kultur und Bildung. Die Stiftung ist ein wichtiger Unterstützer des Museum für Druckkunst in Leipzig, das Kurse für Kinder und Jugendliche fördert und Informationsveranstaltungen zur Wissensvermittlung über die Kulturgeschichte des Schriftsatzes, des Drucks und der Buchbinderei durchführt. Die G+D-Stiftung betreut seit Oktober 2021 die Giesecke+Devrient Stiftung Geldscheinsammlung (die frühere HVB Stiftung Geldscheinsammlung), die mit mehr als 300.000 Geldscheinen zu den bedeutendsten Sammlungen dieser Art zählt.

## Auszeichnungen (Auswahl)
- 2015: Wirtschaftspreis Via Oeconomica für die Giesecke+Devrient Wertpapierdruckerei Leipzig GmbH[84]
- 2020: Best New Environmental Sustainability Project für das Tochterunternehmen Louisenthal[85]
- 2022: Best Technology Award im Wettbewerb Global Fast Track CBDC für die Anwendung Filia, verliehen von der Hong Kong Monetary Authority (HKMA) und InvestHK[46]
- 2023: Mittelstandspreis der Medien für die Giesecke+Devrient GmbH, verliehen im Rahmen der Markengala Convention[86]